# Мері Еліза Махоні
Мері Еліза Махоні (7 травня 1845 р. - 4 січня 1926 р.) Була другою афро-американкою, яка навчалася і працювала професійною медсестрою в США. Вона була однією з перших афро-американок, яка закінчила школу медсестер і розвивалась в основному в білому суспільстві. Вона також засуджувала дискримінацію афро-американців у сестринській справі.
У 1908 році Махоні стала співзасновницею Національної асоціації кольорових медсестер випускників (NACGN) з Адахом Б. Томсом . Ця організація намагалася підняти стандарти та повсякденне життя афро-американських медсестер. NACGN мав значний вплив на усунення расової дискримінації в зареєстрованій сестринській професії.  У 1951 р. NACGN об'єднався з Американською асоціацією медсестер .
Махоні отримала багато відзнак та нагород за свою піонерську роботу. Її ввели в Зал слави американських медсестер у 1976 році і в Національний зал слави жінок у 1993 році.

## Раннє життя та освіта
Мері Еліза Махоні народилася в 1845 році в Дорчестері, штат Массачусетс .  Махоні була старшою із двох дітей; причому один її брат помер ще в дитинстві. У молодому віці Махоні була побожною баптисткою, яка часто відвідувала баптистську церкву в Роксбері. Махоні вчилася в школі Філліпса, яка була відома тим, що навчала своїх учнів цінності моралі та людяность поряд із загальними предметами, такими як англійська мова, історія, арифметика та інше. Кажуть, це навчання вплинуло на ранній інтерес Махоні до медсестринства.
Махоні була заручена з невідомим лікарем деякий час у її житті, хоча, як припускають, це сталося на початку 20-х років. Заручини тривали недовго і залишили обидві сторони емоційно пошкодженими. Відтоді Махоні не виходила заміж і залишалася самотньою до кінця свого життя.
Махоні ще з дитинства знала, що хоче стати медсестрою. Її прийняли на 16-місячну програму в лікарні для жінок та дітей в Нью-Англії (тепер Центр охорони здоров'я Дімока ) у віці 33 років, разом з 39 іншими студентами у 1878 році. НЕХВК стала першою установою, яка запропонувала таку програму дозволяючи жінкам працювати на шляху до вступу у галузь охорони здоров’я, якою переважно керували чоловіки. Припускається, що адміністрація прийняла Махоні, незважаючи на те, що вона не відповідала віковим критеріям, через попередню роботу кухарем, служницею та пральницею, коли їй було 18 років. Махоні працювала майже 16 годин щодня протягом 15 років, коли вона працювала заробітчанкою.
Навчання Махоні вимагало, щоб вона провела принаймні один рік у різних відділеннях лікарні, щоб здобути загальні знання про медсестринську службу. Робота в рамках програми була інтенсивною і складалася з довгих днів зі зміною від 5:30 до 21:30, що вимагало від Махоні відвідувати лекції та уроки, щоб навчати себе через інструктаж лікарів у палаті. Поза лекціями студентів навчали багатьох важливих процедур. Крім того, Махоні кілька місяців працювала медсестрою в приватному порядку. Програма медичних сестер дозволяла студентам заробляти заробітну плату в тиждень від 1 до 4 доларів після перших двох тижнів роботи. Останні два місяці широкомасштабної програми, що тривала 16 місяців, вимагали від медсестер використовувати свої нові знання та навички в умовах, до яких вони не звикли; наприклад, в лікарнях чи приватних сімейних будинках.  Виконавши ці вимоги, Махоні закінчила навчання у 1879 р. Зареєстрована медсестра разом із трьома іншими колегами - перша чорношкіра жінка, що зробила це в США.

## Кар'єра
Отримавши диплом медсестри, Махоні багато років працювала медсестрою приватної опіки, завоювавши визначну репутацію. Вона працювала переважно для білих заможних сімей. Більшість її роботи з молодими матерями та новонародженими проводилася в Нью-Джерсі, з періодичними поїздками в інші штати. У перші роки її роботи до медичних сестер з афроамериканок часто ставилися так, ніби вони були домашніми служницями, а не професіоналами. Махоні також жила одна в квартирі в Роксбері, де вона проводила час, читаючи та відпочиваючи, а також відвідувала церковні заходи з сестрою. Тим не менш, сім'ї, які працювали з Махоні, похвалили її ефективність у своїй професії догляду. Професіоналізм Махоні допоміг підвищити статус та стандарти всіх медсестер, особливо меншин. Махоні була відома своєю майстерністю та підготовленістю. Оскільки репутація Махоні швидко поширилася, Махоні отримала прохання про медичну допомогу від пацієнтів у штатах на півночі та південному сході узбережжя.
Однією з багатьох цілей, яких Махоні сподівалась досягти, було змінити спосіб мислення пацієнтів та сімей про медсестер. Махоні хотіла скасувати будь-яку дискримінацію в галузі сестринської справи. Будучи афроамериканкою, в переважно білому суспільстві вона часто зазнавала дискримінації як афро-американська медсестра. Вона вважала, що всі люди повинні мати можливість переслідувати свої мрії без расової дискримінації.
З 1911 по 1912 рік Махоні обіймала посаду директора притулку Говарда для чорношкірих дітей. Цим закладом керували афроамериканці. Тут Мері Еліза Махоні закінчила свою кар’єру, допомагаючи людям і використовуючи свої знання, які вона найкраще знала.
На початку 1900-х років НААУСК не запросив афро-американських медсестер у свою асоціацію. У відповідь Махоні за допомогою інших засновників створила нову, більш привітну асоціацію медсестер, серед яких була Марта Мінерва Франклін.  У 1908 році вона стала співзасновницею Національної асоціації кольорових медсестер (NACGN). Ця асоціація не дискримінувала нікого і мала на меті підтримати і розповісти про досягнення всіх видатних медсестер, а також усунути расову дискримінацію в сестринській громаді. Члени NACGN надали Махоні довічне членство в асоціації та посаду капелана організації.

## Останні роки і смерть
Виходячи на пенсію, Махоні все ще переймалася рівністю жінок і була прихильницею виборчого права жінок . Вона брала активну участь у просуванні цивільних прав у США.  
У 1923 році Махоні поставили діагноз «рак молочної залози» і боролися з хворобою протягом 3 років, поки вона не померла 4 січня 1926 року у віці 80 років.  Її могила знаходиться на кладовищі Вудлаун у Евереті, штат Массачусетс.